# Узгон
Узгон је компонента укупне аеродинамичке силе, нормална на правац кретања тела кроз ваздух. Обележава се са  и делује при кретању тела кроз ваздух, уравнотежујући његову тежину, слично као при потапању у течност. Узгон се повезује са крилом авиона, краковима елисе, лопатицама турбине, хидрокрилима глисера, спојлерима аутомобила итд. Све те површине имају заједничко, да им је попречни пресек (у правцу кретања) облика аеропрофила. Узгон је резултат створене разлике притиска, са горње и доње стране аеропрофила.

## Општа дефиниција
Аеростатички потисак је једнак тежини ваздуха запремине тела, које мирује у њему. За разлику од хидростатичког потиска, аеростатички је занемарљиво мале величине. Сила потиска, односно узгон, може се постићи са асиметричним опструјавањем ваздуха око тела. Асиметрично опструјавање се постиже ако се тело профилише, у пресеку са равни у којој се жели постићи вектор узгона, добијена контура је аеропрофил. Ако се такво тело закрене под већи поставни (нападни) угао α у односу на правац кретања, узгон се још више повећава. Може се то постићи и са равном плочом постављеном под нападни угао, у односу на правац кретања.
У аеродинамици се користе бездимензионе аналитичке релације, те се и аеродинамичке силе и моменти своде на бездимензионе коефицијенте.
| \| {\displaystyle \ F\,=\ C_{F}\cdot {\frac {\rho \ v^{2}}{2}}\cdot S\mapsto \ F\,\ =\ C_{F}\cdot \ q\cdot \ S} следи {\displaystyle \mapsto \ C_{F}\,={\frac {\ F}{q\cdot S}}} \| | {\displaystyle \quad \iff \quad } | Где су: - {\displaystyle \ F} [kgm/s²] = укупна аеродинамичка сила - {\displaystyle \ C_{F}} [–] = коефицијент укупне аеродинамичке силе - {\displaystyle {\ S}} [m²] = реперна површина - {\displaystyle {\ v}} [m/s] = брзина - {\displaystyle \ q={\frac {\rho \,\ v^{2}}{2}}} [kg/ms²] = динамички притисак |
| {\displaystyle \ F\,=\ C_{F}\cdot {\frac {\rho \ v^{2}}{2}}\cdot S\mapsto \ F\,\ =\ C_{F}\cdot \ q\cdot \ S} следи {\displaystyle \mapsto \ C_{F}\,={\frac {\ F}{q\cdot S}}}       |                                   | |

Сагласно томе је дефинисан и узгон:
| {\displaystyle \ R_{z}\,=\ C_{z}\cdot {\frac {\rho \ v^{2}}{2}}\cdot S\mapsto \ R_{z}\,\ =\ C_{z}\cdot \ q\cdot \ S\mapsto \ C_{z}\,={\frac {\ R_{z}}{q\cdot S}}} | {\displaystyle \quad \iff \quad } | Где су: - {\displaystyle \ R_{z}} [kgm/s²] = сила узгона - {\displaystyle \ C_{z}} [–] = коефицијент узгона |

| У аеродинамичким прорачунима се често користи градијент коефицијента узгона по нападном углу α (види дијаграм доле), то је у ствари један од дериватива стабилности: | {\displaystyle \quad \mapsto \quad {C_{Z}}_{\alpha }={\frac {\partial {C_{Z}}}{\partial {\alpha }}}} |

|                                                     |                                             |
| Компоненте аеродинамичке силе и момента аеропрофила | Коефицијент узгона у функцији нападног угла |

## Узгон аеропрофила
Постоји више начина за објашњење физикалности генерисања узгона помоћу аеропрофила. У међувремену су се неки показали као и нетачни.
| То је невероватно да и данас, после 100 година након првог лета браће Рајт, групе инжењера, научника, пилота и осталих ваздухопловних стручњака још увек жучно расправљају о томе како авион са крилом генерише узгон? Пуно има различитих објашњења, и ако се сва заснивају на једноставним принципима. Џон Андерсон (:en:John D. Anderson) |

### Њутнов закон
Један од прилаза за објашњење принципа појаве узгона јесте помоћу Њутновог закона, по коме је узгон последица убрзавања ваздушне струје према доњој страни узгонске површине. За тај прилаз, добар је пример ротор хеликоптера, који са својим крацима убрзава ваздух надоле, а реакција на то је сила узгона. Тај принцип се може квантитативно изразити као последица промене импулса у струјном пољу ваздуха:
| {\displaystyle \ F={\dot {m}}\mathbf {v} } |

Са закривљеношћу аеропрофила и са повећањем нападног угла α, подешава се убрзавање ваздушне струје надоле, па и интензитет узгона.

### Популарни принцип, „дужи пут за исто време“
Једноставан и врло раширен принцип објашњавања генерисања узгона на аеропрофилу, познат је по називу „пређени различит пут за исто време“. Заснива се на поставци да честице, које се крећу по дужој кривини, имају већу брзину, да би сустигле остале у завршној тачки. На основу тога што је при већој брзини мањи статички притисак и обрнуто, ствара се разлика притиска на горњаци и доњаци аеропрофила (илустрација на доњим сликама). Резултат дејства разлике притиска на одређену површину ствара силу узгона аеропрофила, односно крила авиона у целини. Тај принцип се заснива на једначини Бернулија. Тај принцип побија амерички аеродинамичар професор Џон Андерсон (en:John D. Anderson). Тврди да то једноставно није тачно, без обзира што је ово објашњење за принцип генерисања узгона најчешће примењивано. То поткрепљује са стручним радовима, а и са симулацијом, приказаном на слици доле, на којој је приказано кашњење честица ваздуха које прелазе дужи пут. Дискредитовањем примене Бернулијеве једначине у овоме принципу, није довођен у питање сам Бернулијев принцип.

### Комплекснији приступ
Генерисање узгона је у складу са основним, релевантним принципима физике:
- Њутнови закони,
- Једначина континуитета (очување масе), укључујући и чињеницу да аеропрофил приморава ваздух да га опструјава и
- утицај притиска и трења на карактеристике струјања.

Према последњем принципу, притисак зависи од осталих параметара струјања, као што је густина, термодинамичко стање и вискозност. Тангенцијални напон вискозног гаса одређује се са Навје-Стоксовим једначинама. У многим случајевима, задовољава и апроксимација са укидањем описа међусобног утицаја слојева ваздушне струје, у већем делу струјног тока, то јест са занемаривањем вискозности. Такво струјање се дефинише са Ојлеровим једначинама, уместо са Навје-Стоксовим. При мањим Маховим бројевима стишљивост се занемарује. Са овим прилазима поправљају се резултати, добијени само на основу Бернулијеве једначине. Произилази да, од многих коришћених метода објашњавања генерисања узгона, већина појединачно коришћених нису довољне, односно тачне, као нпр. изоловано коришћен Бернули или Њутнов закон о кретању. Ниво апроксимација и избор метода дефиниције је приказан са блок шемом на доњој слици. Увођење утицаја стишљивости и сличности струјања постиже се са корекцијама помоћу Маховог и Рејнолдсовог броја.

### Теорема Жуковског
Теорема Жуковског је основна теорема аеродинамике, развијена је почетком 20. века. Односи се на генерисање узгона на цилиндру, при његовом опструјавању са флуидом са циркулацијом. Ти резултати се односе и на аеропрофил, физикалност је потпуно иста, у питању је дводимензионално струјање. Теорема Жуковског се односи на аналитичко одређивање аеродинамичке силе узгона, при струјању флуида око цилиндра.
За уопштавање и поједностављење оваквог струјања уведен је појам циркулације брзине, поједностављено речено циркулације. У питању је математичка дефиниција елементарне циркулације, а са интеграцијом се добија укупна: 
| {\displaystyle \ d\,\Gamma =\ v\cos \theta \,d\theta \mapsto \quad \Gamma =\oint \ v\cos \theta \,d\theta \,} |

Расподела брзине је основа за одређивање расподеле притиска. На елеменат површине цилиндра (обележено црвено на слици десно) , делује елементарна сила услед притиска, а ту силу сачињавају компоненте:
На основу Бернулијеве једначине одређује се притисак:
| {\displaystyle \ p=p_{0}-{\frac {1}{2}}\rho \,\mathbf {v} ^{2}\mapsto } | После замене, математичких трансформација и извршене интеграције добија се резултат: | - {\displaystyle \ X=0} - {\displaystyle \ Y=-\rho \cdot \ v\cdot \Gamma } |

Овај резултат представља силу узгона по теореми Жуковског, која делује по јединици дужине цилиндра. Са множењем, добијеног резултата, са укупном дужином цилиндра , добија се укупни узгон. При овоме се подразумева да је дуж целе дужине цилиндра раванско струјање.
| {\displaystyle \ R_{z}=\ Y\cdot L\mapsto \quad \ R_{z}=-\rho \cdot \mathbf {v} \cdot \Gamma \,\cdot L\,} |

За лакше разумевање овога феномена, погодно је посматрати Магнусов ефекат, код кога се генерише узгон са принудном ротацијом цилиндра, у слободној струји ваздуха. У овом случају се циркулација изазива са принудном ротацијом преко граничног слоја и на једној страни се ваздух убрзава а на супротној успорава. Асиметрија поља брзина значи и асиметрија притиска, а та разлика значи стварање силе узгона. Овај ефекат се доста користи у спортовима са лоптом, посебно у тенису и фудбалу. На начин, остварује се криволинијска путања лопте.

### Интеграција расподеле притиска
Узгон се може одредити на основу разлике притиска изнад и испод крила, што се повезује са расподелом брзине изнад и испод крила, преко Бернулијеве једначине. Да би се одредила разлика притиска изнад и испод крила мора се расподела локалних вредности интегралити. На тај начин се одреди укупна сила узгона, за цело крило са једначином:
| {\displaystyle \ R_{z}=\oint p\,{\vec {i}}_{n}\cdot {\vec {i}}_{z}\cdot dS} | {\displaystyle \quad \iff \quad } | Где су: - {\displaystyle \ R_{z}} узгон - {\displaystyle \ p} притисак - {\displaystyle \ i_{n}} јединични вектор притиска - {\displaystyle \ i_{z}} јединични вектор, нормалан на правац слободне струје |

У горњој једначини је занемарен утицај трења граничног слоја и коре узгонске површине. Тај утицај на узгон је иначе занемарљив, те ова околност не деградира резултате. 
Претходна формула дефинише узгон аеропрофила, то јест за дводимензионално (2D) струјање. За узгон крила, коначног размаха, потребно је извршити поправке утицаја крајева, то јест за услове 3D струјања.

## Експериментално одређивање
Са мерењем се узгон одређује у лету и у аеротунелима. У лету се мере перформансе, па на основу познавања других релевантних података, посредно се израчунава узгон летелице.
У аеротунелима се мери расподела притиска и на описани начин се са принципом интеграције одреди узгон. Такође се у аеротунелима, узгон директно мери, са аеровагама.